# Liste der Naturdenkmale in Medard (Glan)
Die Liste der Naturdenkmale in Medard nennt die im Gemeindegebiet von Medard ausgewiesenen Naturdenkmale (Stand 27. April 2024).

## Naturdenkmale
| Nr.         | Bezeichnung    | Lage             | Beschreibung                                                    | Bild            |
| ----------- | -------------- | ---------------- | --------------------------------------------------------------- | --------------- |
| ND-7336-407 | Kastanienallee | Hauptstraße Lage | Aesculus hippocastanum und Aesculus ×carnea, insgesamt 15 Bäume | Fotos hochladen |